# Pomnik Klema Felchnerowskiego
Pomnik Klema Felchnerowskiego – rzeźba z brązu autorstwa Artura Wochniaka przedstawiająca zielonogórskiego artystę malarza siedzącego na krześle przy stoliku. Odsłonięty 6 listopada 2015 r.
Pomnik znajduje się na zielonogórskim deptaku na al. Niepodległości, w pobliżu budynku Muzeum Ziemi Lubuskiej.

## Opis
Budowa pomnika zainicjowana została przez Towarzystwo Przyjaciół Muzeum Ziemi Lubuskiej w Zielonej Górze. Pomnik ma formę stolika z dwoma krzesłami. Na jednym rozsiadł się Klemens Felchnerowski (1928–1980), legenda lubuskiego środowiska kulturalnego, artysta malarz, wojewódzki konserwator zabytków, dyrektor zielonogórskiego muzeum. Drugie krzesło pozostaje wolne, zaprasza, by dosiąść się do stolika artysty. Na stole leży „Gazeta Lubuska”, którą K. Felchnerowski czytał codziennie. Rzeźba nawiązuje do ulubionego stolika malarza w restauracji Ratuszowa, gdzie często przesiadywał. Jest to zarazem pierwszy pomnik poświęcony mieszkańcowi powojennej Zielonej Góry.